# Eraclide di Eno
Eraclide di Eno (in greco antico: Ἡρακλείδης Αἴνιος?; IV secolo a.C. – IV secolo a.C.) è stato un filosofo greco antico.

## Biografia
Eraclide, discepolo di Platone, nacque nella città tracia di Eno e dovette seguire la scuola platonica negli ultimi anni di vita del grande ateniese, quando Platone rifletteva anche sull'esperienza dei due viaggi in Sicilia alla corte di Dionisio I e di suo figlio Dionisio II: da questo, Eraclide avrebbe derivato la spinta ad utilizzare la filosofia come modo per migliorare la politica.
 
Nel 358 a.C., infatti, assieme al fratello Pitone assassinò il re Cotys I, sovrano di Tracia.
Il gesto, descritto dalle fonti come una vendetta contro il sovrano, che aveva ucciso il padre dei due, rientra al culmine di un regno connotato dall'amore per lo sfarzo, dagli atteggiamenti di crudeltà e dall'inclinazione all'ubriachezza, che spinse, sicuramente, Eraclide, come platonico, ad agire sul modello del maestro per cambiare una situazione di stallo e decadenza morale, prima che politica.